# Stazione di Montecorvino
Stazione di Montecorvino vasútállomás Olaszországban, Bellizzi településen.

## Vasútvonalak
Az állomást az alábbi vasútvonalak érintik:
- Battipaglia–Reggio di Calabria-vasútvonal
- Salerno–Potenza-vasútvonal

## Kapcsolódó állomások
A vasútállomáshoz az alábbi állomások vannak a legközelebb:
- Stazione di Battipaglia
- Stazione di Pontecagnano